# Carl Gotthelf Hund
Baron Carl Gotthelf Hund, nemški plemič in prostozidar, * 1722, † 1776.
Hund je leta 1742 vstopil v prostozidarsko ložo Pri treh kladivih v Frankfurtu, nato pa je obiskal lože v Parizu, na Nizozemskem in v Angliji.
Leta 1749 je na svojem gradu Kittlitz ustanovil ložo Pri treh stebrih; pozneje (1754) je ustanovil še Clermontski kapitelj in pozneje še Red stroge poslušnosti.